# Geplande stad

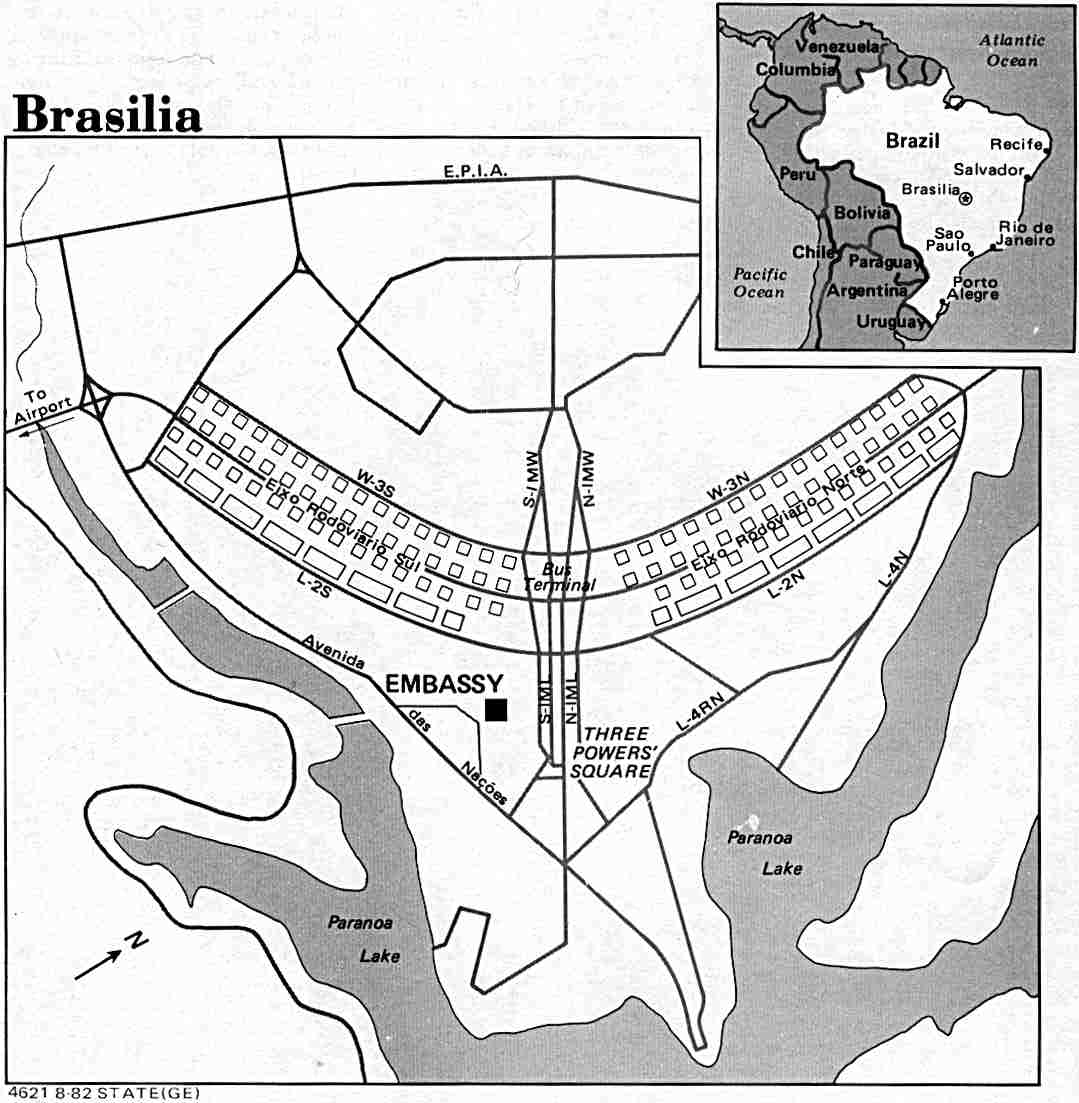
Brasília: aan het symmetrische wegenpatroon is duidelijk te zien dat de stedelijke structuur vooraf gepland is

Een geplande stad of nieuwe stad is een stad die gebouwd is naar een planmatig ontwerp. Het Franse equivalent van een geplande stad is de ville nouvelle. In het Engels worden deze geplande steden in het algemeen met new town aangeduid.
Naast geplande steden kunnen plaatsen zijn ontstaan uit een dorpskern, zoals bijvoorbeeld Assen, Heerhugowaard of Hengelo, en plaatsen ontstaan vanuit een historische stadskern, zoals Alkmaar, Maastricht of Dordrecht.

## Geplande tuinstad
De term garden city verwijst naar het geplande stadconcept van Ebenezer Howard, die suburbane tuinsteden wilde bouwen rondom grote steden. Een Brits voorbeeld is Welwyn Garden City.

## Voorbeelden

### Hoofdsteden
Een aantal van de hoofdsteden in de wereld zijn geplande steden, zoals Washington D.C. in de Verenigde Staten, Canberra in Australië, Brasilia in Brazilië, New Delhi in India, Abuja in Nigeria en Islamabad in Pakistan. De nieuwe Birmaanse hoofdstad Naypyidaw is ook een voorbeeld van een nieuwe stad.

### België
In België zijn Le Grand-Hornu en Louvain-la-Neuve geplande steden. 

### Nederland
In Nederland zijn Den Helder, IJmuiden, Hoofddorp, Nieuw-Vennep, Almere, Lelystad, Dronten, Emmeloord en Hellevoetsluis gepland. Een vroeg voorbeeld van een geplande stad in Nederland is Elburg.
De term "new town" wordt gebruikt voor groeikernen die in de 1960er jaren nabij grote steden zijn gebouwd om deze te ontlasten en ruimte te bieden aan mensen die vlak bij de grote stad een huis met tuin wilden hebben. Voorbeelden zijn Almere nabij Amsterdam, Zoetermeer nabij Den Haag en Capelle aan den IJssel nabij Rotterdam. Omdat de "new towns" allemaal in dezelfde periode zijn gebouwd, ontstond er in de jaren 2020 het probleem van massale veroudering van huizen en gebouwen. Dit gaat gepaard met bovengemiddeld slechte leefbaarheid en veiligheid op sociaal gebied, die zich uit in verloedering, armoede, jeugdcriminaliteit en weinig sociale cohesie.

### Overig
- Chandigarh is een voorbeeld van een grote geplande stad in India. Bij het ontwerp was onder meer de Zwitsers-Franse architect Le Corbusier betrokken.
- In Duitsland zijn onder meer Sennestadt en Mannheim een geplande stad. Een vroeg voorbeeld van een geplande stad zijn de Bastides in Zuid-Frankrijk en Valletta op Malta.

### Toekomstplannen
Enkele miljardairs hebben plannen om eigen geplande steden te bouwen, zoals Bill Gates (Belmont, Arizona), Google (Quayside, Canada), de overheid van Saoedi-Arabië (NEOM) en Peter Thiel (Artisanopolis, Frans-Polynesië).
De regering van Indonesië wil op het eiland Borneo een nieuwe stad laten bouwen die Jakarta moet opvolgen als hoofdstad van het land. Het ontwerp hiervan heet Nagara Rimba Nusa.